# Vito Grieco
Vito Grieco (Molfetta, 6 febbraio 1971) è un allenatore di calcio ed ex calciatore italiano, di ruolo centrocampista, tecnico della Solbiatese.

## Carriera

### Club
Ha militato nel Carpi in Serie C1 prima di passare al Molfetta e poi al Fasano in Serie C2.
Nel 1997 passa al Crotone dove fa parte del gruppo che al primo anno conquista la promozione (dopo i play-off) in Serie C1 e poi due anni più tardi vince la medesima categoria, passando in Serie B.
Nel 2000 passa al Modena dove vince la sua seconda Serie C1 consecutiva e l'anno seguente coi canarini giunge secondo in Serie B, ottenendo la promozione in Serie A (categoria nella quale non militerà mai).
In seguito gioca ancora in Serie B con Catania e ancora Crotone.
Nel 2004 passa allo Spezia, dove indossando la fascia di capitano vince la sua terza Serie C1 e poi l'anno dopo milita in Serie B.
Nel 2007 passa alla Reggiana dove al secondo anno contribuisce alla vittoria della Serie C2 e partecipa alla seguente annata in Serie C1.
Nel 2009 fa ritorno allo Spezia dove conquista la promozione (dopo i play-off) in Serie C1, categoria nella quale milita dal 2010 come capitano degli aquilotti.

### Allenatore
Il 27 dicembre 2010 annuncia il ritiro dall'attività agonistica e l'ingresso nei quadri tecnici della squadra spezzina come assistente dell'allenatore Alessandro Pane. Il 15 marzo 2011 viene licenziato in tronco dalla dirigenza spezzina assieme al resto dello staff. 
Segue mister Pane che viene ingaggiato nel 2011 Lugano e nel febbraio 2012 dal Pisa.
Dal 2014 per un biennio è l'allenatore degli Allievi Nazionali della Pro Vercelli
Dal 2016 è allenatore della Primavera della Pro Vercelli. Il 7 maggio 2018 viene promosso alla guida della prima squadra in sostituzione di Gianluca Grassadonia per le ultime due partite dove però non riesce ad evitare la retrocessione. Confermato per il campionato successivo , la squadra termina al quinto posto e viene eliminato al secondo turno dei playoff non venendo confermato per la stagione successiva.
Il 15 giugno 2019 viene nominato nuovo tecnico della Sicula Leonzio. Il 24 ottobre 2019 viene esonerato con la squadra al penultimo posto. Il 13 gennaio 2020 viene richiamato sulla panchina leontina al posto del subentrato Giovanni Bucaro. Tuttavia il 5 agosto dopo lo scioglimento della società siciliana, lascia la squadra.
Il tecnico molfettese torna quindi ad allenare una formazione Primavera, venendo ingaggiato dal Lecce.
Con i salentini conquista nel 2021 la promozione nel campionato Primavera 1 e la salvezza nel campionato successivo, prima di passare nell'estate 2022 alla guida della formazione Primavera della SPAL.
Il 5 febbraio 2025 viene ingaggiato come nuovo allenatore della Solbiatese, squadra iscritta al torneo lombardo di Eccellenza.

## Statistiche

### Statistiche da allenatore
Statistiche aggiornate al 10 maggio 2025.
| Stagione            | Squadra             | Campionato          | Campionato | Campionato | Campionato | Campionato | Coppe nazionali | Coppe nazionali | Coppe nazionali | Coppe nazionali | Coppe nazionali | Coppe continentali | Coppe continentali | Coppe continentali | Coppe continentali | Coppe continentali | Altre coppe | Altre coppe | Altre coppe | Altre coppe | Altre coppe | Totale | Totale | Totale | Totale | % Vittorie | Piazzamento       |
| Stagione            | Squadra             | Comp                | G          | V          | N          | P          | Comp            | G               | V               | N               | P               | Comp               | G                  | V                  | N                  | P                  | Comp        | G           | V           | N           | P           | G      | V      | N      | P      | %          | Piazzamento       |
| ------------------- | ------------------- | ------------------- | ---------- | ---------- | ---------- | ---------- | --------------- | --------------- | --------------- | --------------- | --------------- | ------------------ | ------------------ | ------------------ | ------------------ | ------------------ | ----------- | ----------- | ----------- | ----------- | ----------- | ------ | ------ | ------ | ------ | ---------- | ----------------- |
| mag.-giu. 2018      | Pro Vercelli        | B                   | 2          | 1          | 0          | 1          | CI              | -               | -               | -               | -               | -                  | -                  | -                  | -                  | -                  | -           | -           | -           | -           | -           | 2      | 1      | 0      | 1      | 50,00      | Sub., 20º (retr.) |
| 2018-2019           | Pro Vercelli        | C                   | 37+2       | 18+1       | 10         | 9+1        | CI+CI-C         | 1+2             | 0+0             | 1+1             | 0+1             | -                  | -                  | -                  | -                  | -                  | -           | -           | -           | -           | -           | 42     | 19     | 12     | 11     | 45,24      | 5º                |
| Totale Pro Vercelli | Totale Pro Vercelli | Totale Pro Vercelli | 41         | 20         | 10         | 11         |                 | 3               | 0               | 2               | 1               |                    | -                  | -                  | -                  | -                  |             | -           | -           | -           | -           | 44     | 20     | 12     | 12     | 45,45      |                   |
| 2019-2020           | Sicula Leonzio      | C                   | 20+2       | 6+2        | 5          | 9          | CI-C            | 2               | 1               | 0               | 1               | -                  | -                  | -                  | -                  | -                  | -           | -           | -           | -           | -           | 24     | 9      | 5      | 10     | 37,50      | Eson., Sub., 16º  |
| feb.-giu. 2025      | Solbiatese          | Ecc.                | 13+1       | 9          | 4          | 0+1        | CI-Ecc.         | -               | -               | -               | -               | -                  | -                  | -                  | -                  | -                  | -           | -           | -           | -           | -           | 14     | 9      | 4      | 1      | 64,29      | Sub., 2º          |
| Totale carriera     | Totale carriera     | Totale carriera     | 77         | 37         | 19         | 21         |                 | 5               | 1               | 2               | 2               |                    | -                  | -                  | -                  | -                  |             | -           | -           | -           | -           | 82     | 38     | 21     | 23     | 46,34      |                   |

## Palmarès

### Giocatore

#### Competizioni nazionali
- Campionato italiano Serie C1: 3

Crotone: 1999-2000
Modena: 2000-2001
Spezia: 2005-2006
- Campionato italiano Serie C2: 1

Reggiana: 2007-2008
- Supercoppa di Lega di Serie C1: 2

Modena: 2001
Spezia: 2006